# Liège-Bastogne-Liège 2010
Liège–Bastogne–Liège 2010 zaliczany do klasyku kolarskiego został przeprowadzony 25 kwietnia 2010. Zwycięzcą został Kazach Aleksander Winokurow z zespołu Team Astana. Jest to już drugie zwycięstwo Winokurowa w tym wyścigu.
|    | Kolarz               | Zespół             | Czas       |
| -- | -------------------- | ------------------ | ---------- |
| 1  | Aleksander Winokurow | Team Astana        | 6h 37' 49" |
| 2  | Aleksandr Kołobniew  | Team Katusha       | + 6"       |
| 3  | Alejandro Valverde   | Caisse d’Epargne   | + 1' 04"   |
| 4  | Philippe Gilbert     | Omega Pharma-Lotto | + 1' 04"   |
| 5  | Cadel Evans          | BMC Racing Team    | + 1' 04"   |
| 6  | Andy Schleck         | Team Saxo Bank     | + 1' 04"   |
| 7  | Igor Antón           | Euskaltel-Euskadi  | + 1' 04"   |
| 8  | Chris Horner         | Team RadioShack    | + 1' 07"   |
| 9  | Frank Schleck        | Team Saxo Bank     | + 1' 07"   |
| 10 | Alberto Contador     | Team Astana        | + 1' 07"   |